# Западно-тюркский каганат

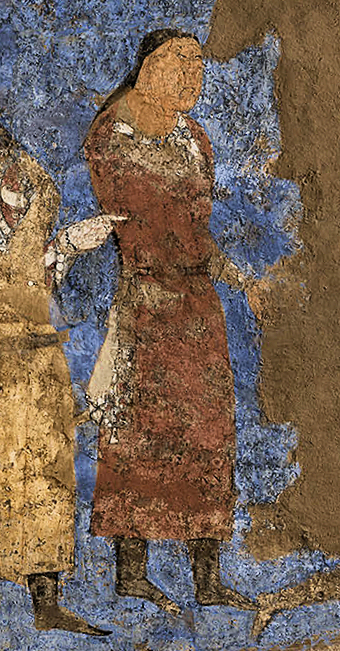
Западнотюркский офицер на приёме послов у царя Самарканда Вархумана. Фрески Афрасиаба, VII век н. э. Тюрки имели монголоидную внешность.

Западно-тю́ркский кагана́т (др. тюрк. ‏𐰆𐰣:𐰸:𐰉𐰆𐰑𐰣‎, On oq budun — «народ десяти стрел») — раннесредневековое тюркское государство (603—704), расположенное от Чёрного моря и Дона до восточных отрогов Тянь-Шаня и северо-восточной Индии. Западные владения каганата доходили до степей юго-восточной Европы. Ядром государства был район Семиречья, населённый племенами дулу, и Западный Тянь-Шань с племенами нушиби. Управлялся каганами из династии Ашина. От него отделился Хазарский каганат.
В 658 году многие земли Западно-Тюркского каганата были захвачены китайской империей Тан. С этого момента единый каганат перестал существовать. В 698 году власть на части территории каганата захватили тюргеши.

## История

### Образование каганата

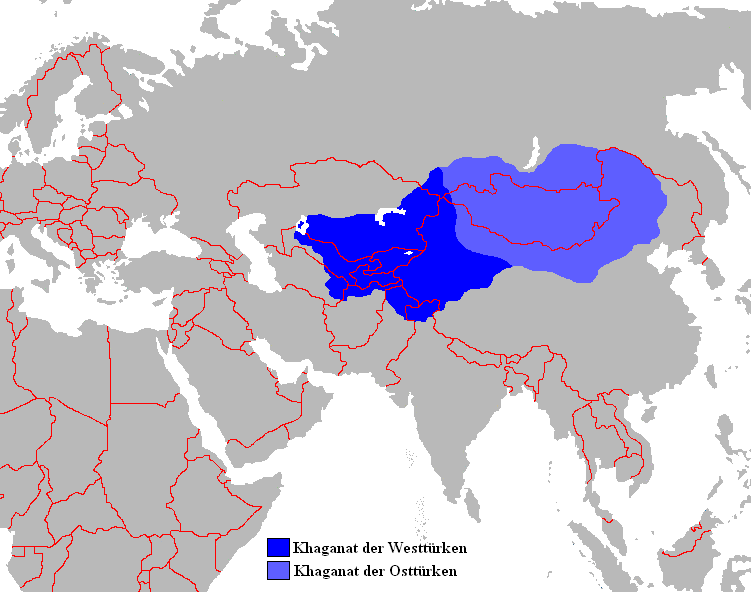
Владения западных тюрок

В начале VII века (603 год) Тюркский каганат в результате междоусобных войн и войн со своими соседями распался на Западный и Восточный каганаты.
В западный каганат вошли территории современных Казахстана, Средней Азии, Северного Кавказа, Крыма, Урала и Поволжья. Этнополитическим ядром каганата стали «десять племён» (он ок будун), занимавшие древние усунские земли. К востоку от реки Чу выделились пять племён дулу, а к западу от неё — пять племён нушиби.
Столицей стал город Суяб (около города Токмак в Киргизии), а летней резиденцией Минг-Булаг (близ города Туркестана). Центр государства находился в Семиречье.

### Расцвет каганата

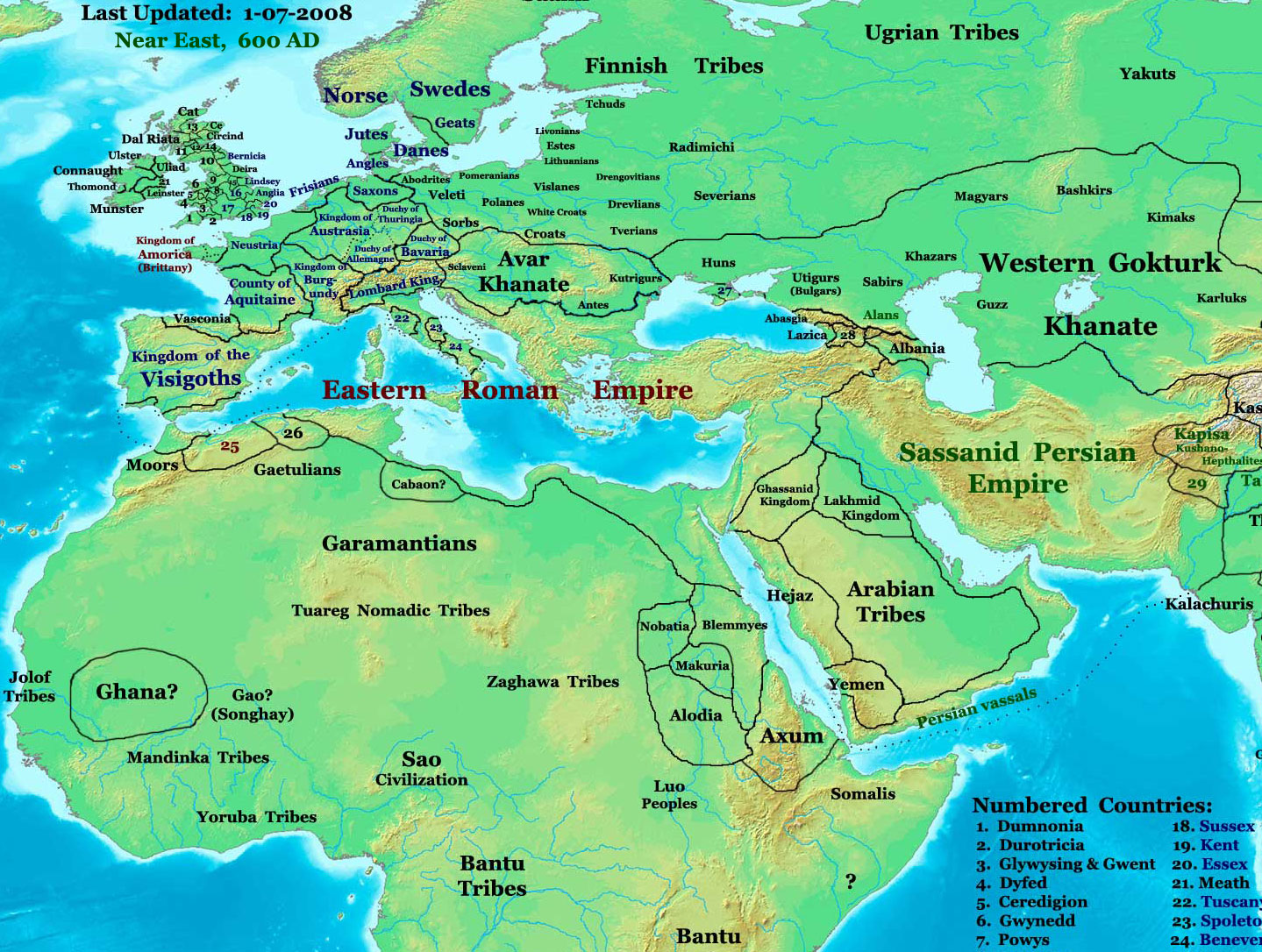
Европа ок. 600 года

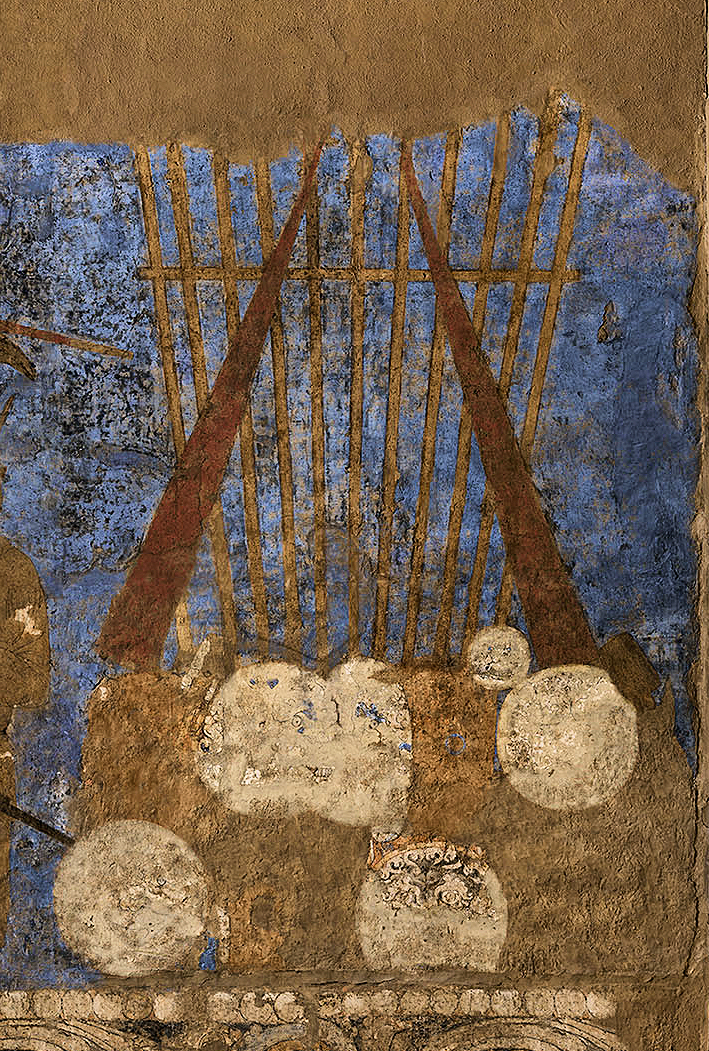
Символы западных тюрков в живописи Афрасиаба. 650 год, Самарканд

Вершины своего могущества каганат достиг во время правления Шегуй-кагана (в 610—618 годах) и его младшего брата Тон-ябгу-кагана (в 618—630 годах). Новые походы в Тохаристан и Афганистан раздвинули границы государства до северо-западной Индии. Тон-ябгу каган провёл административную реформу и назначил своих представителей — тудунов в области для наблюдения и контроля за сбором дани. Предполагают, что он выпускал свои монеты с согдийской надписью — Тун ябгу каган.

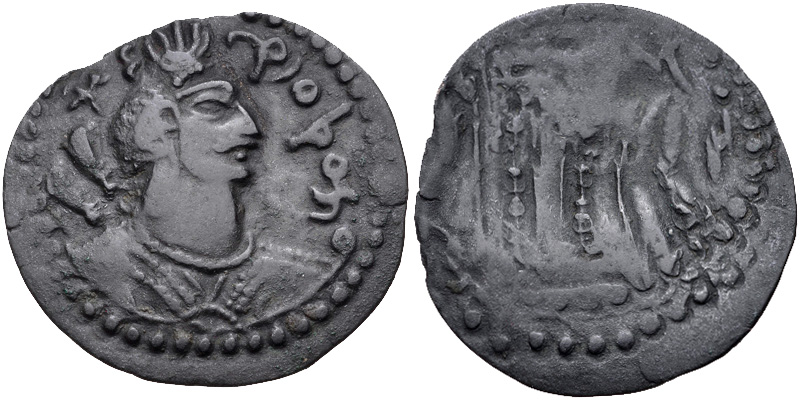
Ранняя монета Тегин-шаха, конец VII века

При каганах Шегуе (610—618 годах) и Тон-ябгу (618—630 годах) восстановил границы на Алтае, в бассейне реки Тарим и по Амударье. Ставками западных тюркских каганов стали Суяб и Минг-Булаг. В союзе с византийским императором Тон-ябгу каган в 626 году начал войну против Сасанидского Ирана. В 626 году тюркские войска штурмом овладели Тифлисом. Однако заключение мирного договора между Византией и Ираном вынудило Тон-ябгу кагана прекратить военные действия. В 630 году Тон-ябгу каган был убит в результате заговора, организованного его дядей Сибир-ханом. Вскоре был убит и он. Начавшаяся в 630 году борьба за престол переросла в затяжную войну.
Каганат представлял единую систему преимущественно кочевого и полукочевого способа ведения кочевого хозяйства и оседло-земледельческого типа хозяйствования. Население и тюркское, и согдийское занималось торговлей, ремёслами, землепашеством и скотоводством. Одной из целей набегов тюрков на соседние племена и народы был захват рабов. На завоёванных землях в основном сохранилось их социальное, экономическое и государственное устройство, но наместники кагана, тудуны, контролировали сбор податей и посылку дани в каганскую ставку. В Западно-тюркском каганате шёл процесс образования классов и сравнительно быстрого формирования раннефеодальных общественных отношений. Военно-политические ресурсы центральной власти Западно-тюркского каганата оказались недостаточны для удержания народов и племён в повиновении. В каганате происходили непрерывные междоусобицы, частые смены правителей, сопровождавшиеся неизбежным усилением центробежных сил.
К середине VII в. Западный Тюркский каганат ослаб настолько, что уже был не в состоянии сдерживать процессы миграции новых племен. В это время давление Китая на восточнотюркские союзные племена в период создания марионеточных «эльтеберств» под его главенством принудило многие племена, ввиду нежелания оставаться под властью китайских сановников, двинуться на запад. Так в восточных пределах государства он ок будун оказались карлуки, сиры и басмылы.

## Согд, Чач и Тохаристан в составе каганата

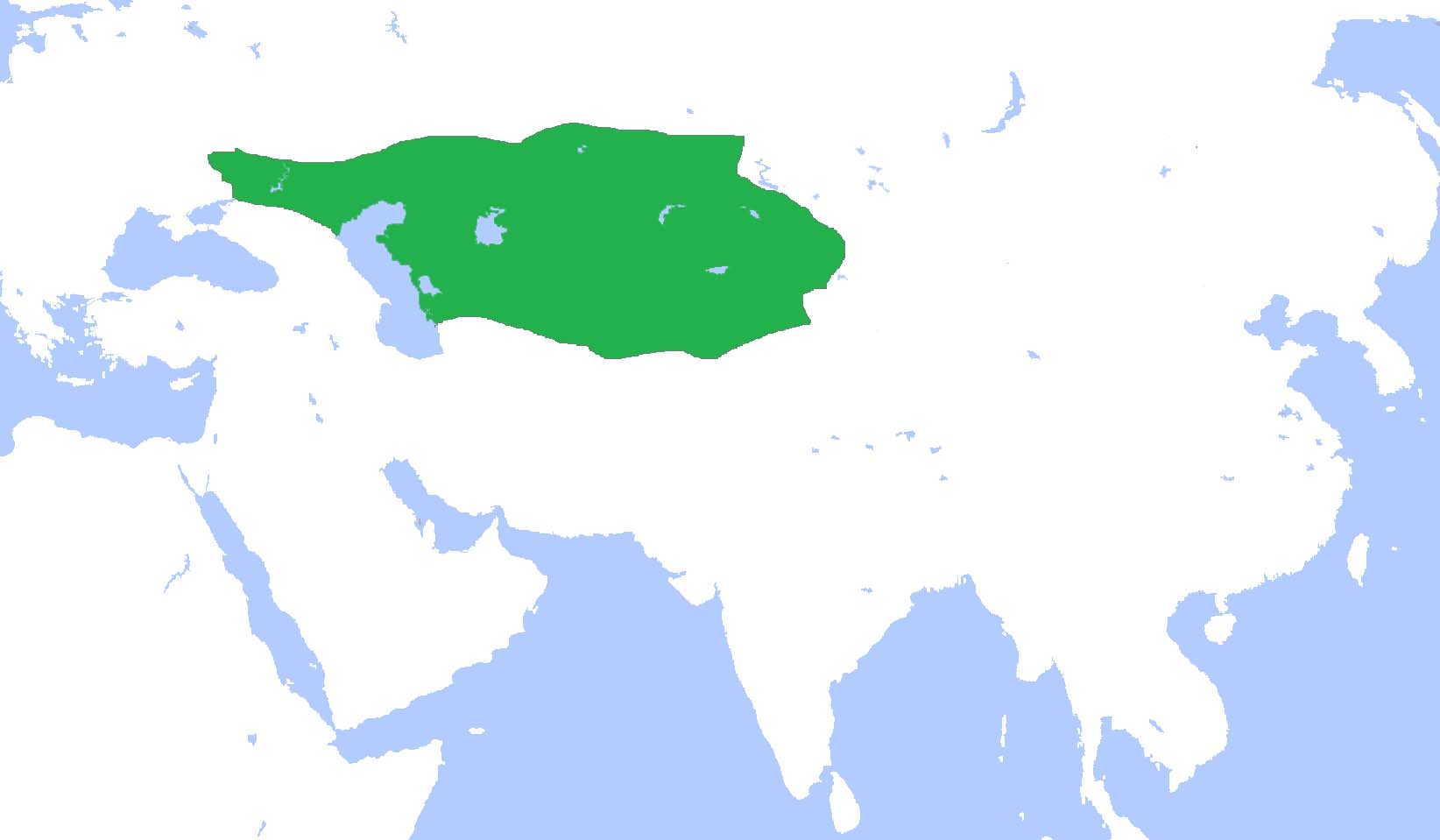
Западно-тюркский каганат в 612—630 гг.

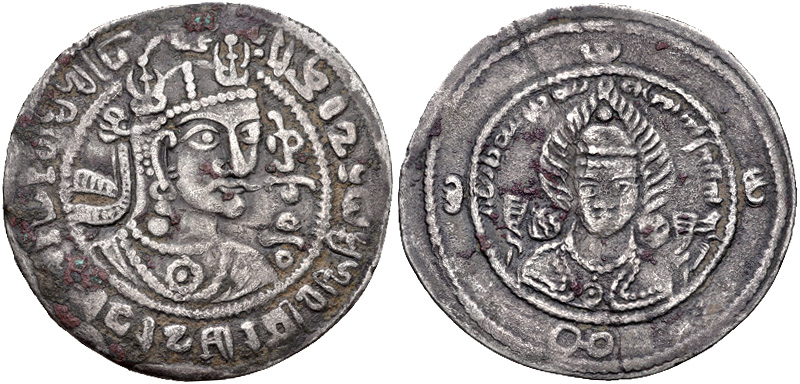
Трёхъязычная монета Тегин-шаха с изображением бога Аттара, 728 год

Сведения о правлении тюрок в этнополитической истории Согда относятся к 580-м годам. Известно, что в 587 году после подавления восстание Абруя войсками тюркского принца, сына Кара Чурина Янг Соух тегином, он был утвержден владетелем Бухарского оазиса. После него Бухарой в 589—603 годах правил его сын Нили. Затем правил его сын Басы тегин (603—604 гг.)
При Тон-ябгу-кагане (618—630 годах) власть тюрков усилилась в Согде. Новые походы в Тохаристан и Афганистан раздвинули границы государства до северо-западной Индии. Тон-ябгу каган провел административную реформу и назначил своих представителей — тудунов — в области, в том числе в Согд, для наблюдения и контроля за сбором дани. Предполагают, что он выпускал свои монеты с надписью «Тун ябгу каган».
Известными правителями согдийского Пенджикента в VII—VIII вв. были тюрок Чекин Чур Бильге и его наследник Диваштич. Здесь же был обнаружен фрагмент черновика письма на согдийском языке, в тексте которого есть тюркское имя Туркаш.
В 558—603 годах Чач входил в состав Тюркского каганата. В начале VII века Тюркский каганат в результате междоусобных войн и войн со своими соседями распался на Западный и Восточный каганаты. Западнотюркский каган Тун-ябгу-каган (618—630) расположил свою ставку в местности Минг-булак к северу от Чача. Здесь он принимал посольства от императоров Танской империи и Византии. В 626 г. к кагану прибыл индийский проповедник Прабхакарамитра с десятью спутниками. В 628 году в Минг-булак прибыл буддийский монах-китаец Сюань Цзан.
Тюркские правители Чача чеканили свои монеты с надписью на лицевой стороне «господина хакана деньга» (середина VIII в.); с надписью в правитель Турк (VII в), в Нуджкете в середине VIII в. выходили монеты с лицевой надписью «Нанчу (Банчу) Ертегин государь».
Согласно С. Г. Кляшторному, представители рода Ашина утвердились в Тохаристане при Тон-ябгу кагане, который передал эти земли своему сыну Тарду-шаду. Наследниками Тарду-шада стала династия ябгу Тохаристана из дома Ашина.
Ряд исследователей возводят также род Бухархудатов, правивший в Бухаре, к Янг-Соух-тегину, правителю пайкендского удела каганата и отцу Тон-ябгу-кагана, считая, таким образом, бухархудатов ветвью рода Ашина.

## Государственное устройство
Статуя западнотюркского кагана при китайском дворе
- Каган — первое лицо в каганате. Кагана избирали только из аристократического рода — «тюрк-ашина».

Власть кагана:

a) верховный владыка;

б) правитель;

в) военачальник;

г) собственник всех земель;

д) верховный судья.
- Тегины — наследники каганата (слово переводится на русский язык как пуповина).
- Ябгу, шат — высшие государственные титулы, они принадлежали каганскому роду (переводятся: ябгу — приближённый, по-современному явых, явыг)[6][7][8][9].
- Эльтеберы — правители подчинённых народов или племён.
- Буйруки, тарханы — выполняли судебные функции[6][8].
- Тудуны — наместники кагана на завоёванных землях. Они контролировали сбор податей и посылку дани в каганскую ставку. Не указана должность эльчебогы — ревизор и сборщик налогов кагана, хана (министр финансов).[19]
- Беки — правители родов и племён.
- Кару-будун — основное зависимое население каганата[7][8][9].
- Таты — рабы.

## Этнический состав

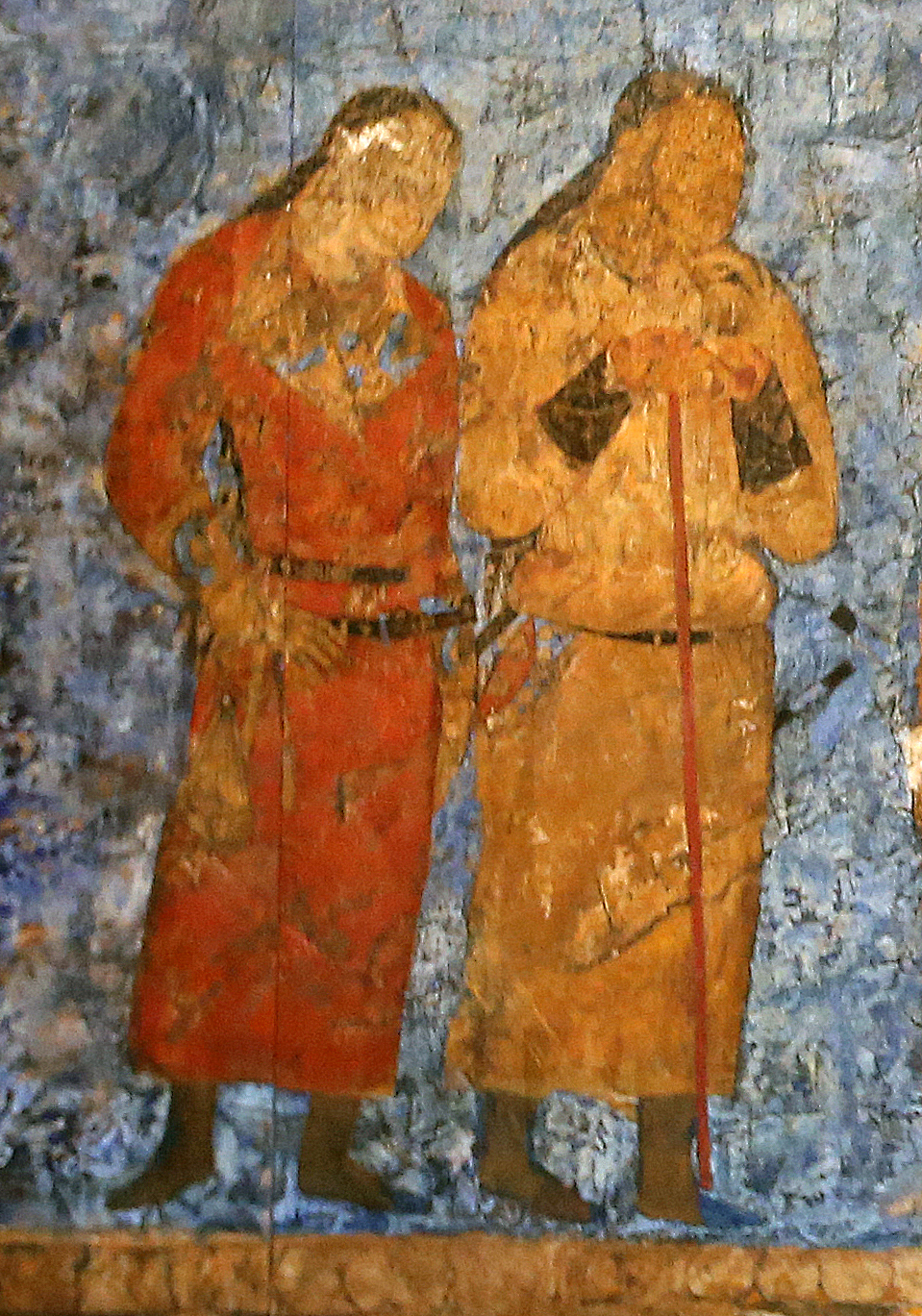
Тюркские чиновники в живописи Афрасиаба, Самарканд, 650 год

Этническим ядром Западно-тюркского каганата стали «10 племён», к востоку от Чу выделялись 5 племён — дулу, а к западу от неё 5 племён — нушеби. В исторических источниках Западно-тюркский каганат по другому называют «Он ок будун» (Государство десяти стрел).
- уйсуни, канглы — Семиречье, район Сырдарьи;
- тюргеши — район Балхаша, Заилийского Алатау;
- карлуки — Восточный Казахстан;
- чигили (эсегелы) — побережье Иссык-куля;
- ягма — Восточный Туркестан;
- булгары — Северное Причерноморье, Приазовье, Северный Кавказ;
- хазары — Прикаспий, Северный Кавказ.

В VII—VIII вв. источники фиксируют названия ряда тюркоязычных племен на территории Узбекистана: тюрки, кумиджии, карлуки, халаджи, аргу, тюргеши, чолы. Одним из древних тюркоязычных племен были карлуки, которые уже в VI в. жили в среднеазиатских оазисах
Тюркские имена и титулы встречаются в бактрийских документах VII—VIII вв.: каган, тапаглиг элтабир, тархан, тудун, имена Кутлуг Тапаглиг Бильга савук, Кера-тонги, Тонгаспар, тюркские этнические названия: халач, тюрк.
Тюркскими правителями Бухарского оазиса в середине VIII в. была выпущена группа тюрко-согдийских монет, с надписью «владыки хакана деньга» Известными правителями согдийского Пенджикента в VII—VIII вв. были тюрок Чекин Чур Бильге и Диваштич. Самая многочисленная группа фигур на западной стене афрасиабской живописи VII века в Самарканде представляет собой изображение тюрок. Тюрки оазисов Центральной Азии выпускали свои монеты: тюрко-согдийские монеты тюрков-халачей, тюргешей, тухусов
Тюркские правители Ташкентского оазиса — Чача в VII — начале VIII в. чеканили свои монеты. Л. С. Баратова выделяет следующие типы монет тюрков: с надписью «господина хакана деньга», «тудун Сатачар», с надписью в правитель Турк (VII в.).
Тюркские правители Ферганы выпускали монет следующих типов: с надписью «тутук Алпу хакан» или «Тутмыш Алпу-хакан»; с надписью «хакан». О. И. Смирнова считала, что тюркскими правителями Бухарского оазиса в середине VIII в. была выпущена группа тюрко-согдийских монет с надписью «владыки хакана деньга».

## Культура населения каганата

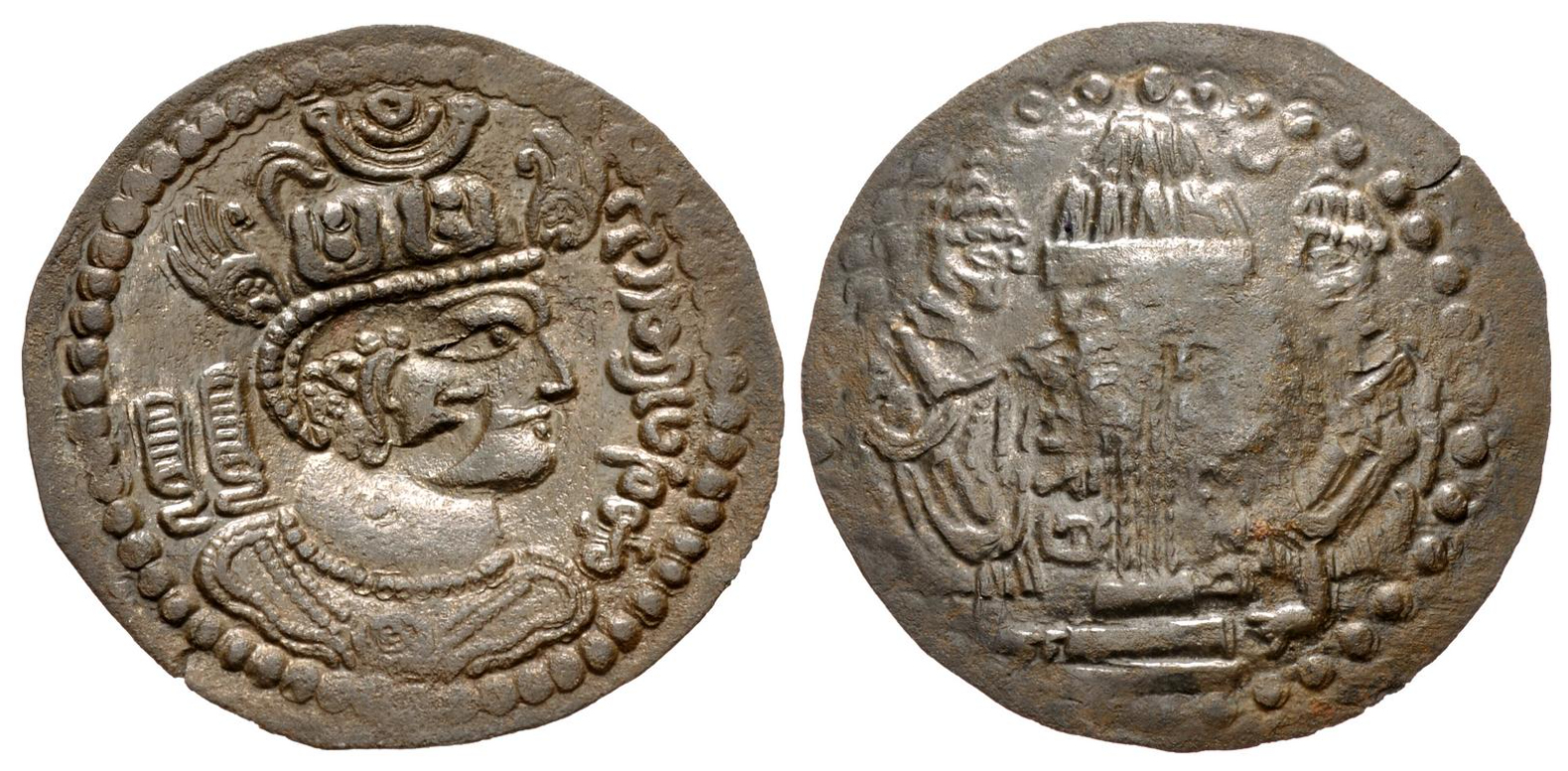
Монета западных тюрков. Шахи тегин. После 679 года, Бактрия

Древнетю́ркское письмо́ (орхо́но-енисе́йская пи́сьменность) — письменность, применявшаяся в Центральной Азии для записей на тюркских языках в VII—X веках н. э. Древнетюркская письменность использовалась литературным языком (наддиалектный койне) того времени, который также называется языком орхоно-енисейских надписей.
Памятники, написанные древнетюркским письмом в основном эпиграфические, небольшое число рукописей, сохранились в Восточном Туркестане), были созданы в тех областях Центральной и Средней Азии и Сибири, Монголии, в которых в Раннем Средневековье располагались государственные образования восточных и западных тюрков, тюргешей, карлуков, древних уйгуров и др. Первым тюркским поэтом, писателем и историком был Йоллыг тегин (конец VII-начало VIII в.), который был автором памятных надписей в честь тюркских каганов Кюль-тегина, Бильге-кагана, Кутлуг Ильтерес-кагана. В надписях отразились культурный уровень тюрок, их литература, исторические знания.

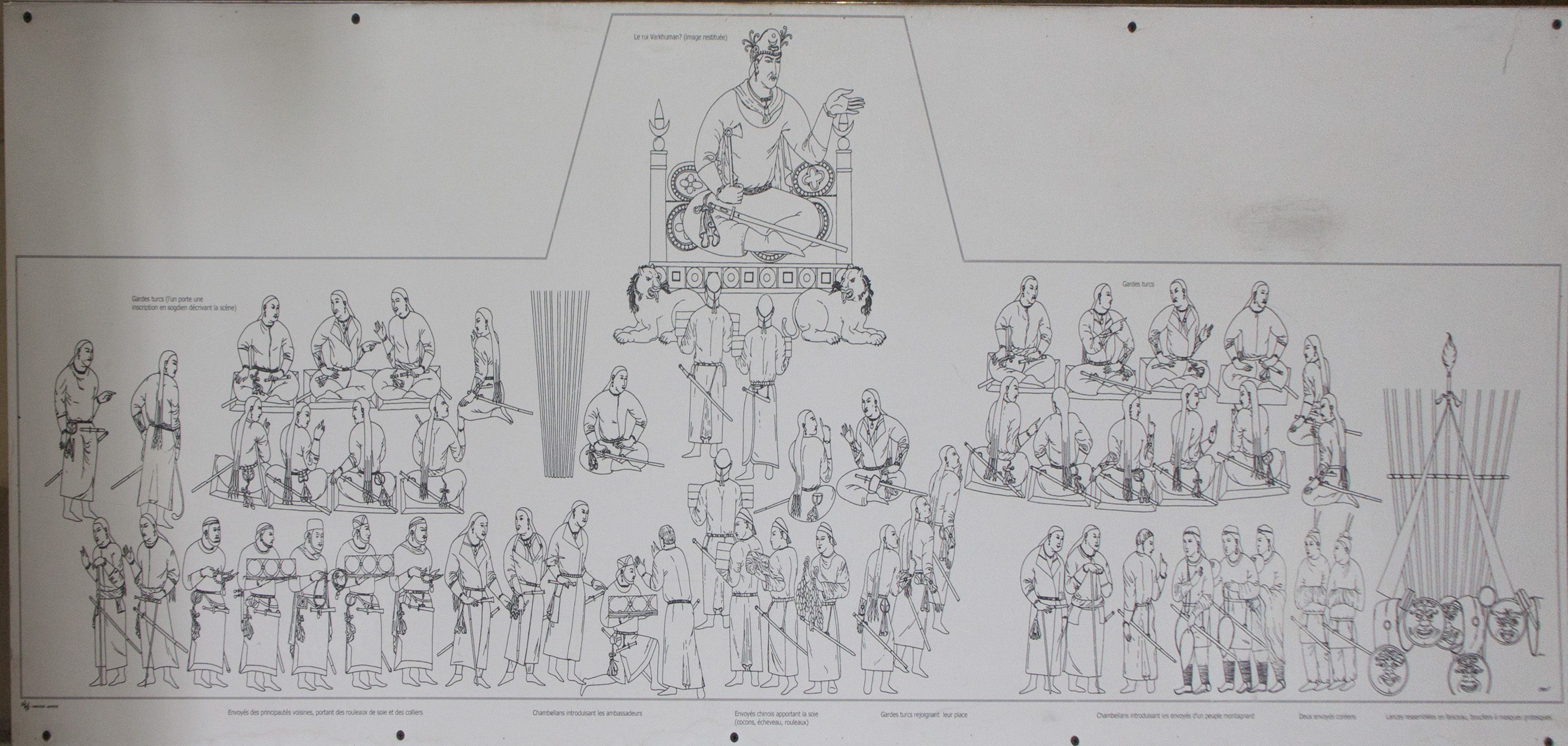
Тюрки в живописи Афрасиаба (Самарканд, середина VII в.)

Среди согдийских документов начала VIII века на территории Согда был обнаружен документ на тюркском языке, написанный руническим алфавитом. На территории Ферганской долины обнаружено более 20 рунических надписей на древнетюркском языке, что говорит о наличии у местного тюркского населения в VII—VIII веках своей письменной традиции.
Имела место погребально-поминальная обрядность, в том числе захоронение в сопровождении коня (китайские источники сообщают о сожжении мёртвых, что, вероятно, относилось к знати), поминальные оградки с портретными каменными бабами и балбалами.
Как указывает С. Г. Кляшторный, в орхонских рунических памятников упоминаются чётко лишь три божества — Тенгри, Умай и Ыдук Йер-Су. Историк И. В. Стеблева предложила расположить древнетюркские божества по «уровням» — высший — Тенгри, затем Умай, третий уровень — Йер-Су, и, наконец, культ предков. Как пишет С. Г. Кляшторный, доказательно тут только помещение Тенгри во главе пантеона.
Сегодня много исследователей склоняются к тому, что воззрения ранних тюрков были трихотомическими, то есть делили макрокосм на Нижний, Верхний и Средний миры. В енисейских текстах упомянут Эрклиг-хан: «Нас было четверо, нас разлучил Эрклиг (повелитель подземного мира), о горе!».

## Падение каганата

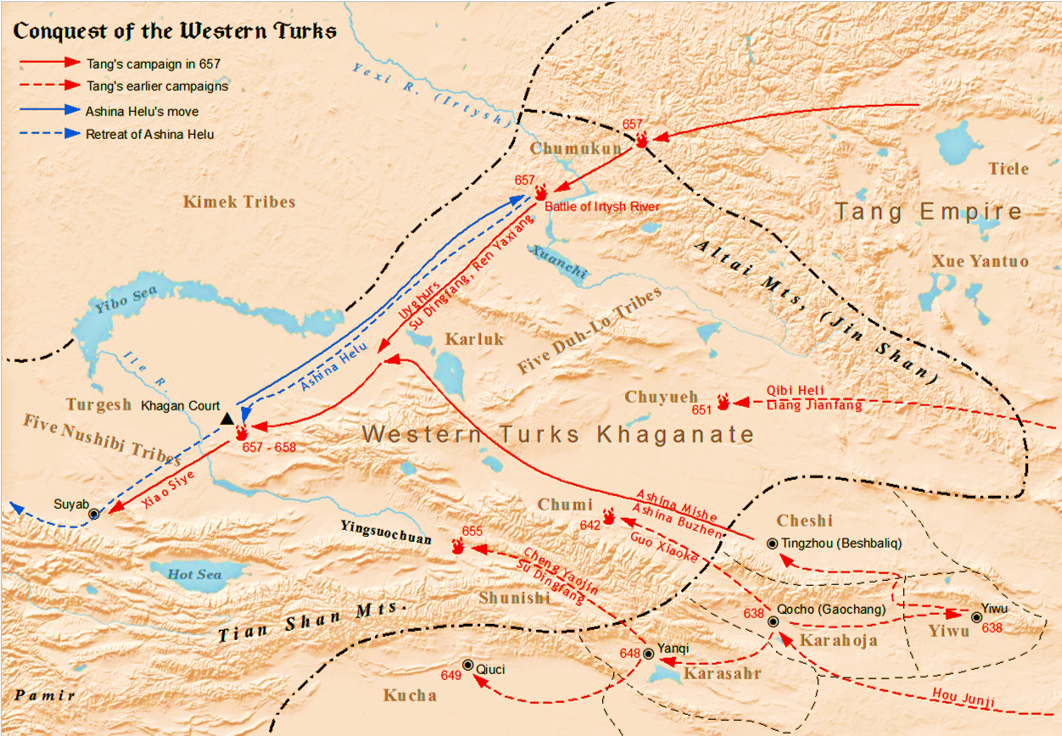
Военные действия Танской империи против западных тюрков

Шестнадцатилетняя межплеменная война и династийная междоусобица (640—657 годах) облегчили вторжение в Семиречье китайских войск династии Тан. Танские губернаторы пытались управлять западно-тюркскими племенами, опираясь на своих ставленников из каганского рода. Однако непрекращавшаяся борьба тюрков против танской экспансии и их ставленников привела к возвышению тюргешей и установлению в 704 году их политической гегемонии в Семиречье. В VII веке Восточно-тюркский каганат с многочисленными войсками напал на Западно-тюркский каганат и на непродолжительное время подчинил его себе. Вследствие феодальных междоусобиц в середине VIII века Западно-тюркский каганат как государство распался.
Эту войну вели друг с другом два главных племенных союза Западно-тюркского каганата — дулу и нушиби. Не смогла прекратить войну и административная реформа Ышбара Хилаш-кагана в 634—639 годах, разделившего страну на десять «стрел» — племенных территорий. В 658—659 годах основные земли Западно-тюркского каганата были оккупированы китайскими войсками. В 698 году на территории Западно-тюркского каганата возник Тюргешский каганат (698—766). Западно-тюркский каганат сыграл важную роль в консолидации тюркоязычного населения Евразии и способствовал дальнейшему развитию этнических групп, составивших впоследствии основу современных тюркоязычных народов.
Ядром государства был район Семиречья, населённый племенами дулу, и Западный Тянь-Шань с племенами нушиби. Управлялся каганами из династии Ашина. В 658 году каганат был захвачен китайской империей Тан. Китайская империя разделила каганат на 2 части. С этого момента единый каганат перестал существовать. В 698 году власть на территории каганата захватили тюргеши.

## Правители и каганы
Основная статья: Ашина

### Правители западной частиТюркского каганата
| Имя             | Годы правления | Тюркское имя                         | Китайское имя | Прочие имена                                                                      | Примечания                                                                           |
| --------------- | -------------- | ------------------------------------ | --- | --------------------------------------------------------------------------------- | ------------------------------------------------------------------------------------ |
| Истеми-каган    | 554-576        | İstemi Yabgu Kağan                   | кит. упр. 室点密, пиньинь shidianmi — Шидяньми                                                                    | Греческий язык: Сильзивул или Дизавул Стемби-хаган Фарси: ایستمی خان(Хакан-и-чин) | Багадур-ябгу — богатырь-ябгу.                                                        |
| Кара-Чурин-Тюрк | 576-599        | Tardu Kağan Кара-Чурин-Тюрк Боке-хан | кит. упр. 达头可汗, пиньинь datoukehan — Датоукэхань кит. упр. 阿史那玷厥, пиньинь ashinadianjue — Ашина Дяньцзюе | Фарси:Кара-Джурин-Тюрк, Биягу Греческий язык: Тард(у). или просто Каган тюрок     | Кара-Чурин-Тюрк — увечный тюрк. Турду-хан — хан западного крыла. Боке-хан — могучий. |
| Нили-хан        | 599-603        | Иль-тегин Буюрук                     | кит. упр. 泥利可汗, пиньинь nilikehan — Ниликэхань                                                                | Фарси: Пармуда                                                                    | Буюрук — офицерский чин наследника                                                   |

#### АймакАбо
| Имя             | Годы правления | Тюркское имя | Китайское имя | Прочие имена                                 | Примечания |
| --------------- | -------------- | ------------ | --- | -------------------------------------------- | --- |
| Торэмен Апа-хан | 581-587        | Apa Kağan    | кит. упр. 阿波可汗, пиньинь abokehan, палл. Або Кэхань Личное имя: кит. упр. 阿史那大逻便, пиньинь ashinadaluobian, палл. Ашина Далобянь | кит. устар. Далобянь, гр. Турум, фарси Абруй | Торэмен — я в законе, Апа-хан — старейший хан. - Нили-хан — ябгу (правитель) западной части Тюркского каганата 599—603 |

### Каганы западно-тюркского каганата
| Имя                      | Годы правления | Тюркское имя             | Китайское имя | Прочие имена | Примечания |
| ------------------------ | -------------- | ------------------------ | --- | --- | --- |
| Нили-хан                 | 603-604        | Иль-тегин Буюрук         | кит. упр. 泥利可汗, пиньинь nilikehan, палл. Ниликэхань | перс. Пармуда‎, Или-тегин. | Иль-тегин — наследник, Буюрук — офицерский чин                                                                     |
| Басыл-тегин              | 604            | -                        | устар. Поши-Дэлэ | - | Басыл-тэгин — принц-жертва                                                                                         |
| Таман хан                | 604-612        | Çulo Kağan               | кит. упр. 泥厥處羅可汗, пиньинь nijuechuluokehan, палл. Ницзюэчуло кэхань, личное имя кит. упр. 阿史那达曼, пиньинь ashinataman, палл. Ашина Тамань                          | Арслан | кличка Лев. |
| Шегуй хан                | 612-618        | Şikoey Kağan             | кит. упр. 射匮可汗, пиньинь sheguikehan, палл. Шэгуйкэхань | - | Сяньбийское имя |
| Тун ябгу каган           | 618-630        | Tong-Yabgu-Kağan         | кит. упр. 统叶护, пиньинь tongyehu, палл. Тунъеху | Басиюй — покоритель сиюй, китайская кличка                                                                                         | Тун ябгу(=Ябгу) — великий ябгу                                                                                     |
| Кюлюг-Сибир хан          | 630-631        | Bağatur Sepi Kağan       | кит. упр. 莫賀咄可汗, пиньинь moheduokehan, палл. Мохэдо кэхань | гр. Органа (?) | Ураг(?) — буря, Кюлюг-Сибир-каган — славный сибирский каган                                                        |
| Сы-Джабгу хан            | 631-633        | Se-Yabgu Kağan           | кит. упр. 肆叶护可汗, пиньинь siyehukehan, палл. Сыеху кэхань, личное имя кит. упр. 阿史那咥力, пиньинь ashinasili, палл. Ашина Сыли                                         | - | Толис-тегин — принц восточного крыла, Ирбис Ышбара — барс могучий, Сы-Ябгу-каган — насилием достигший титула ябгу. |
| Нишу Дулу хан            | 633-634        | Bağaşa Tulu Kağan        | кит. упр. 阿史那泥孰, пиньинь ashinanishu, палл. Ашина Нишу — личное имя, тронное имя кит. упр. 咄陆可汗, пиньинь duolukehan, палл. Долукэхань                               | Кана (перс.), получил титул кит. упр. 吞阿娄拔奚利邲咄陆可汗, пиньинь tun'aloubaxilibiduolukehan, палл. Туньалоубасилибидолукэхань | Тонг алып силигбир(?), Дулу-хан — титул, Гяна-шад — княжеский титул                                                |
| Ышбара-Толис-шад хан     | 634—639        | İşbara Teriş Tunga Kağan | (кит. упр. 沙钵罗咥利失可汗, пиньинь shaboluoxilishikehan, палл. Шаболосилиши кэхань — тронное имя, личное имя кит. упр. 阿史那同俄, пиньинь ashinatonge, палл. Ашина Тунъэ) | - | Тонг-шад — вешикий князь/шат                                                                                       |
| Халлыг Ышбара-Джагбу хан | 653—657        | Uluğ İşbara Kağan        | кит. упр. 沙钵罗可汗, пиньинь shaboluokehan — Шаболокэхань, личное имя кит. упр. 阿史那贺鲁, пиньинь ashinahelu — Ашинахэлу                                                  | Фарси: Бижан(?) | Халлыг — поднявшийся, кличка. Ышбара-хан — могучий хан                                                             |
| Ашина Дучжи хан          | 676-679        | Eçine Türçe Kağan        | тронное имя кит. упр. 走其可汗, пиньинь zoujikehan, палл. Цзоуцзикэхань, личное имя кит. упр. 阿史那施於北庭, пиньинь ashinashiyubeiting, палл. Ашина Шиюйбэйтин             | - | - |
| Ашина Хушэло-шад         | 693—698        | Кушрак Бури-шад          | Личное имя: кит. упр. 阿史那斛瑟罗, пиньинь ashinahuseluo, палл. Ашина Хусэло, тронное имя кит. упр. 竭忠事主可, пиньинь jiezhongshizhukehan, палл. Цзечжуншичжукэхань,      | - | Кушрак- птичка, Бури-шад — волк-князь                                                                              |

### Каганы западно-тюркского каганата изнушиби
| Имя                      | Годы правления | Китайское имя | Прочие имена                                                   | Примечания                                             |
| ------------------------ | -------------- | --- | -------------------------------------------------------------- | ------------------------------------------------------ |
| Иль-Кюлюг-шад Ирбис-хан  | 639—640        | - | -                                                              | -                                                      |
| Ирбис-Ышбара-Джагбу хан  | 640-641        | тронное имя кит. упр. 乙毗沙钵罗叶护可汗, пиньинь yipishaboluoyehukehan — Ипишаболоехукэхань, личное имя кит. упр. 阿史那薄布, пиньинь ashinabaobu — Ашина Баобу        | «Нушибийский богатырь» — прозвище, Ирбис Ышбара — барс могучий | -                                                      |
| Ирбис-Шегуй хан          | 642-650        | тронное имя кит. упр. 乙毗射匮可汗, пиньинь yipishikuikehan, палл. Ипишэкуйкэхань                                                                                       | -                                                              | -                                                      |
| Халлыг Ышбара-Джагбу хан | 650-657        | кит. упр. 沙钵罗可汗, пиньинь shaboluokehan — Шаболокэхань, личное имя кит. упр. 阿史那贺鲁, пиньинь ashinahelu — Ашинахэлу                                             | Фарси: Бижан(?)                                                | Халлыг — поднявшийся, кличка. Ышбара-хан — могучий хан |
| Ашина Бучжень-шад        | 657-667        | - | -                                                              | -                                                      |
| Ашина Хушэло-шад         | 679-698        | Личное имя: кит. упр. 阿史那斛瑟罗, пиньинь ashinahuseluo, палл. Ашина Хусэло, тронное имя кит. упр. 竭忠事主可, пиньинь jiezhongshizhukehan, палл. Цзечжуншичжукэхань, | -                                                              | Кушрак- птичка, Бури-шад — волк-князь                  |

### Каганы западно-тюркского каганата издулу
| Имя                      | Годы правления | Китайское имя | Прочие имена    | Примечания                                             |
| ------------------------ | -------------- | --- | --------------- | ------------------------------------------------------ |
| Юкук Ирбис-Дулу хан      | 638-653        | кит. упр. 乙毗咄陆可汗, пиньинь yipiduolukehan, палл. Ипидолу кэхань, личное имя кит. упр. 阿史那欲谷, пиньинь ashinayugu, палл. Ашина Юйгу                             | -               | Юкук — сова, Ирбис-дулу -снежный барс.                 |
| Халлыг Ышбара-Джагбу хан | 653-657        | кит. упр. 沙钵罗可汗, пиньинь shaboluokehan — Шаболокэхань, личное имя кит. упр. 阿史那贺鲁, пиньинь ashinahelu — Ашинахэлу                                             | Фарси: Бижан(?) | Халлыг — поднявшийся, кличка. Ышбара-хан — могучий хан |
| Ашина Мише-шад           | 657-662        | тронное имя кит. упр. 奚利邲咄陆可汗, пиньинь xilibiduolukehan, палл. Силибидолукэхань, личное имя кит. упр. 阿史那弥射, пиньинь ashinamishe, палл. Ашина Мише          | -               | кличка Герой                                           |
| Ашина Юанькин-шад        | 679-693        | тронное имя кит. упр. 兴昔亡可汗, пиньинь xingxiwangkehan, палл. Синсиванкэхань, личное имя кит. упр. 阿史那元庆, пиньинь ashinayuanqing, палл. Ашинаюаньцин            | -               | Восстановивший утраченное величие — титул              |
| Ашина Хушэло-шад         | 693—698        | Личное имя: кит. упр. 阿史那斛瑟罗, пиньинь ashinahuseluo, палл. Ашина Хусэло, тронное имя кит. упр. 竭忠事主可, пиньинь jiezhongshizhukehan, палл. Цзечжуншичжукэхань, | -               | Кушрак- птичка, Бури-шад — волк-князь                  |

### Представители династии Ашина в изгнании

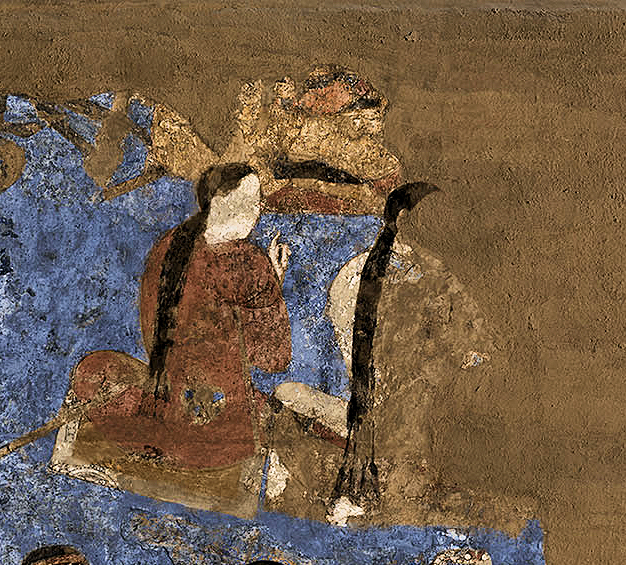
Сидящие тюркские служители при дворе Самарканда. Фрески Афрасиаба, VII век н. э.

Ашина Хуайдао — 704—708.
Ашина Сянь — 708—717.
Ашина Синь — 740—742.
Ашина Хушэло-шад умер в Чанъани. Возможности для возвращения в распавшуюся страну у его наследников не было, но китайские советники считали, что лучше вернуть в каганат безвластных каганов, чем отбиваться от набегов десятистрельных тюрок.
Ашина Хуайдао 704—708. Сын Ашина Хушэло-шада. В 704 получил гвардейское звание юувэй гянгюнь, и назначен каганом, хаочиским наместником. Отправлялся послом в Тюргешский каганат. Умер в 708 году.
Ашина Сянь (устар. Хянь) 708—717. Сын Ашина Юанькин-шада. В 704 назначен бэйтинским наместником и попечителем 10 аймаков. Сянь получил в распоряжение соединения танской армии. Он вторгся в степь и разбил хана Дуданя, голову его отослал в столицу. В степи он собрал 30 000 юрт и переселил этих людей в Китай. Был награждён грамотой и печатью. Многие дулу стали принимать китайское подданство. Сянь понимал, что попытки реставрации Ашина приведут к столкновению с тюргешами, но император не желал его слушать и признал власть Согэ. Посол от императора ещё не доехал, а между тюргешами и карлуками уже началась война, китайские крепости подверглись нападению тюргешей. Сянь отбыл на войну. Советники рекомендовали Тан Чжун-цзуну не вмешиваться в войну, чтобы варвары истребляли друг друга. Видя, что ему не победить, Сянь вернулся в Чанъань, где умер в 717 году.
Ашина Синь 740—742, Ашина Хянь. Сын Ашина Хуайдао. В 740 году часть тюргешей согласилась поставить Синя ханом десяти родов. Из Тан Синю прислали невесту — Ли с титулом чжохахатайской царевны. Синь отправился в город Цзюйлань, где его убил тюргешский Бага-тархан. На Ашине Синь пресёкся род западно-тюркских каганов.

### На русском языке
- Гумилёв Л. Н. Древние тюрки. — СПб.: СЗКЭО, Издательский Дом «Кристалл», 2002. — ISBN 5-9503-0031-9.
- Гумилёв Л. Н. Великая распря в первом тюркском каганате в свете византийских источников // Византийский временник. — 1961. — Т. XX. — С. 75—89.
- Баратова Л. С. Древнетюркские монеты Средней Азии VI—IX вв. Автореферат диссертации канд. ист. наук. Т., 1995
- Досымбаева А. Западный Тюркский каганат. Культурное наследие казахских степей. — Алматы: Ин-т археологии им. А. Х. Маргулана, 2006.
- Кляшторный С.Степные империи древней Евразии. СПб.: издательство Филологического факультета СПбГУ,2005.
- Комар А. В. Наследие Западнотюркского каганата в Восточной Европе (укр.) // Дьнъслово: збірка праць на пошану дійсного члена НАН України П. П. Толочка з нагоди його 70-річчя. — Київ: Корвін-прес, 2008. — С. 288—300.
- Кусаинова М. А. История Казахстана. — Шың Кітап, 2006. — С. 354. — ISBN 9965-9784-4-1.
- Швецов М. Тюркский мир восточноевропейской степи // Древние культуры Евразии: материалы международной научной конференции, посвященной 100-летию со дня рождения А. Н. Бернштама. — СПб.: Инфо-ол, 2010. — С. 311—321.
- Иакинф (Бичурин Н. Я.). Собрание сведений о народах, обитавших в Средней Азии в древние времена. — Л.: Изд-во Акад. наук СССР, 1950. — С. 335.
- Тюркский каганат // Большая советская энциклопедия : [в 30 т.] / гл. ред.  А. М. Прохоров. — 3-е изд. — М. : Советская энциклопедия, 1969—1978.

### На иностранных языках
- Vilhelm Thomsen. Turcica: études concernant l'interprétation des inscriptions turques de la Mongolie et de la Sibérie. — Société finno-ugrienne, 1916. — 107 с.